# Pristimantis bernali
Pristimantis bernali är en groddjursart som först beskrevs av Lynch 1986.  Pristimantis bernali ingår i släktet Pristimantis och familjen Strabomantidae. IUCN kategoriserar arten globalt som akut hotad. Inga underarter finns listade i Catalogue of Life.